# Harminius
Harminius är ett släkte av skalbaggar som beskrevs av Leon Fairmaire 1852. Harminius ingår i familjen knäppare.
Släktet innehåller bara arten Harminius undulatus.